# Valentin Bernard Jestřábský
Valentin Bernard Jestřábský (1630 Ostrava – 26. prosince 1719 Říčany) byl římskokatolický kněz, kazatel a barokní spisovatel. Ve svém díle se věnoval především homiletice a naučným dílům.
Studoval na jezuitské škole v Uherském Hradišti, kde ho silně vlastenecky ovlivnil jeho učitel Georgius Crugerius. Po studiích v Uherském Hradišti pokračoval ve studii teologie v Olomouci. Kněžské svěcení přijal v roce 1663, kdy se také stal kaplanem v Lošticích, kde působil dva roky. Poté působil další dva roky ve Střelicích. Dne 18. března 1667 se stal farářem ve Veverské Bítýšce, kde působil 53 let a napsal většinu svých děl. Psal latinsky a česky (nebo, jak říkal on sám, moravsky). V latině sepsal dvě knihy kázání, jeho české spisy se naopak zaměřovaly na prostý lid. Velké množství jich vydal anonymně a rozdával je zdarma.
Valentin Bernard Jestřábský zemřel ve stáří 89 let a je pochován před hlavním oltářem kostela svatého Jakuba ve Veverské Bítýšce.
V. B. Jestřábský je čestným občanem Veverské Bítýšky.

## Z díla
Nejvýznačnějším dílem V. B. Jestřábského je Vidění rozličné sedláčka sprostného, které bývá srovnáváno s Labyrintem světa a rájem srdce J. A. Komenského.
Další česká díla zahrnují zejména:
- Knížka pobožná o sv. andělích
- Stellarium novum, knížka pobožná o blahoslavené Panně Marii
- Kazatel domácí proti sedmi hlavním hříchům
- Rozmlouvání duchovní svatého Josefa s blahoslavenou Pannou Marií na její píseň „Magnificat“
- Rozmlouvání duchovní svaté Anny, prorokyně, se svatým Simeonem na svatou píseň jeho: „Nyní propuštíš služebníka svého atd.“
- Katechismus domácí